# مرت کویوکو
مرت کویوکو (انگلیسی: Mert Kuyucu؛ زادهٔ ۱۱ مهٔ ۲۰۰۰) بازیکن فوتبال است.
از باشگاه‌هایی که در آن بازی کرده‌است می‌توان به باشگاه فوتبال سن پائولی اشاره کرد.